# Beaver Bay, Minnesota
Beaver Bay là một thành phố thuộc quận Lake, tiểu bang Minnesota, Hoa Kỳ. Năm 2010, dân số của thành phố này là 181 người.

## Dân số
- Dân số năm 2000: 175 người.
- Dân số năm 2010: 181 người.